# شرکت راه‌آهن مرکزی ژاپن

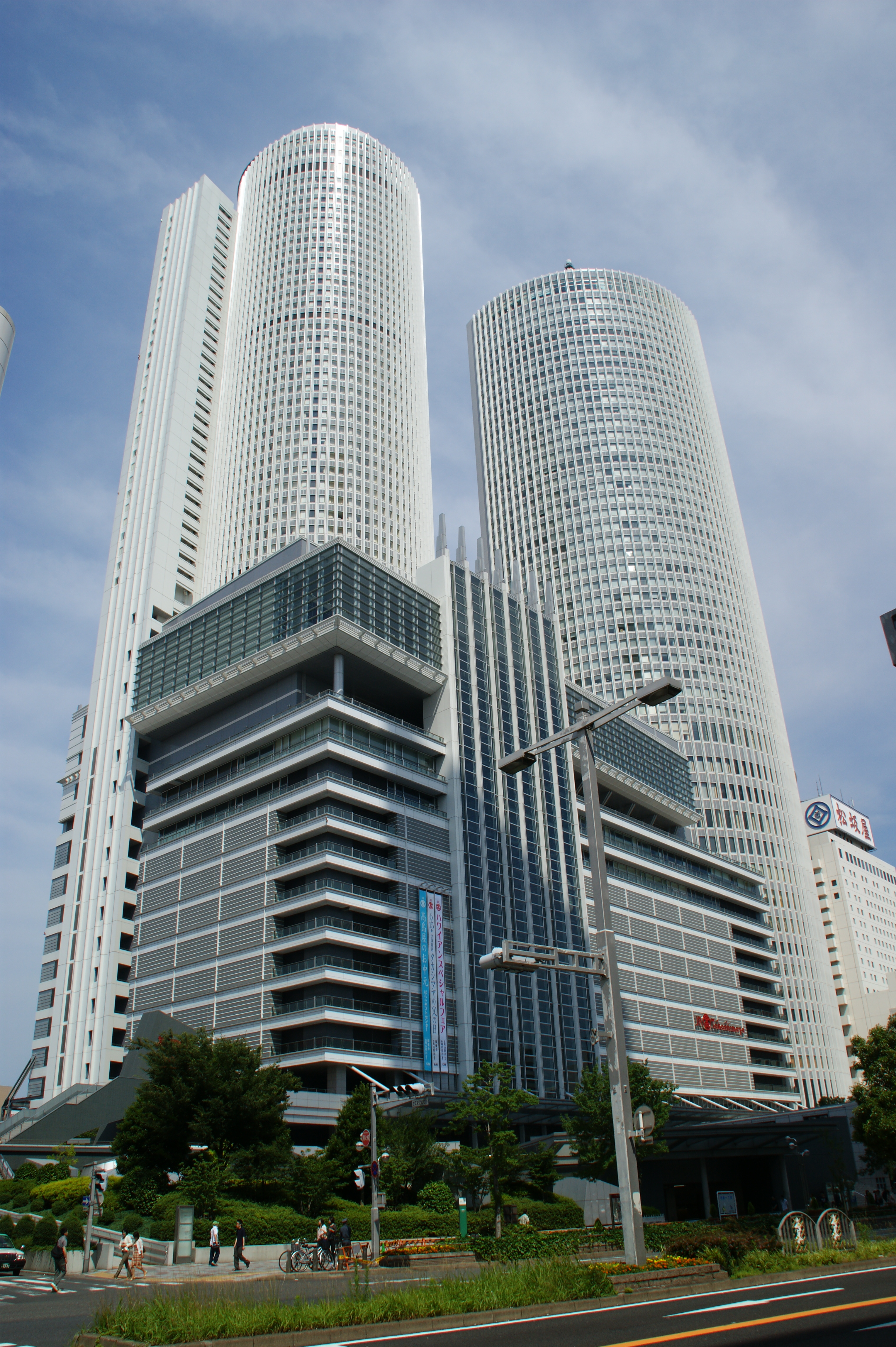
ساختمان دفتر مرکزی شرکت راه‌آهن مرکزی ژاپن

شرکت راه‌آهن مرکزی ژاپن (به ژاپنی: 東海旅客鉄道株式会社) شرکت راه‌آهن ژاپنی است، که علاوه بر اپراتوری خطوط آهن ناحیه چوبو، واقع در مناطق مرکزی ژاپن، در زمینه‌هایی چون املاک و مستغلات، عمده‌فروشی و خرده‌فروشی نوشیدنی‌ها و مواد غذایی نیز فعالیت می‌کند.
شرکت راه‌آهن مرکزی ژاپن در سال ۱۹۸۷ در پی اجرای فرایند خصوصی‌سازی در راه‌آهن شرکت راه‌آهن ملی ژاپن، تأسیس شد. این شرکت در سال ۲۰۰۹ بیش از ۱۳۸ میلیون مسافر را از طریق خطوط راه‌آهن پر سرعت خود منتقل نموده است.
دفتر مرکزی شرکت راه‌آهن مرکزی ژاپن در شهر ناگویا، آیچی قرار دارد و بخشی از سهام آن در بازار بورس توکیو معامله می‌شود. سهام‌داران عمده این شرکت عبارتند از: میزوهو کورپوریت بانک (۴٫۳۷٪)، نامورا (۳٫۱۸٪)، بانک توکیو-میتسوبیشی یواف‌جی (۲٫۹۸٪)، نیپون لایف (۲٫۲۳٪)، تویوتا (۱٫۷۹٪) و میزوهو بانک (۱٫۵۳٪).